# Battaglia di Metelino (1690)
La battaglia di Metelino, o battaglia di Mitilene, fu una battaglia navale che ebbe luogo l'8 settembre 1690 a Mitilene tra una flotta veneziana al comando di Daniele Girolamo Dolfin e una flotta musulmana combinata composta da navi ottomane e barbaresche. La battaglia si concluse con la vittoria per le forze navali veneziane. Questa sconfitta ispirò Solimano II a porre fine alla dipendenza ottomana dai pirati barbareschi.

## Preludio alla battaglia
Poco dopo aver assunto il comando del porto di Malvasia, il Provveditore Generale da Mar Daniele Girolamo Dolfin condusse le dodici più grandi navi a vela nell'Egeo. Dopo aver scaricato rifornimenti a Tino, salpò per Eubea per allarmare le forze ottomane locali e impedire loro di inviare truppe all'istmo di Corinto. Dopo ciò salpò per l'isola di Lesbo. Il 7 settembre 1690 arrivò a Mitilene dove vide la flotta musulmana attraversare tra Lesbo e Foça, ma non poté attaccare a causa dei venti sfavorevoli.

## La battaglia
Approfittando del vento, la Redentor, la Sacra Lega e la San Domenico attaccarono le navi ammiraglie ottomane e nordafricane la mattina dell'8 settembre 1690. Verso le 11:00 entrambe le parti iniziarono a scambiarsi colpi di cannone; tuttavia, una calma di vento lasciò le navi veneziane senza supporto. Per quattro ore le tre navi furono isolate dal resto della flotta e affrontarono il pesante fuoco della flotta musulmana. Durante questo scambio, la nave ammiraglia tripolitana subì gravi danni dalla Redentor e fu rimorchiata via dalla linea dalle galee. Quando il vento iniziò a tirare, le altre navi a vela veneziane furono in grado di formare una linea e le due flotte si scambiarono colpi fino alle 17:00, ora nella quale Dolfin si disimpegnò. Dopo ciò, la flotta musulmana tornò al porto di Mitilene.
Durante la battaglia, la Redentor ricevette il peso del fuoco di cannone con circa 100 colpi di cannone tra lo scafo e le vele e la maggior parte delle vittime. Tra queste vittime c'era l'ammiraglio Giovanni Buggie che fu colpito alla gamba da una palla di cannone e sarebbe poi morto di gangrena il 12 settembre. Dolfin fu anche tra i feriti nei combattimenti, perdendo la mano sinistra. Le vittime ottomane, tuttavia furono significativamente più pesanti di quelle dei veneziani. La flotta musulmana era composta solo da 29 delle 32 navi, il che suggerisce che tre delle navi musulmane furono gravemente danneggiate nella battaglia e dovettero rimanere in porto. Di queste tre navi si stima che non più di 2 galee siano state affondate.

## Conseguenze
Tra il 9 e il 10 settembre entrambe le flotte si avvistarono ma non si impegnarono. L'11 settembre la flotta musulmana si ritirò a Foça e la flotta veneziana tornò verso la Morea.
L'esperienza degli Ottomani a Mitilene fece infuriare Solimano II, che attribuì la sconfitta alla codardia dei corsari barbareschi. Dopo la battaglia Solimano iniziò a costruire navi da guerra a vela nel tentativo di porre fine alla dipendenza della Marina ottomana dal supporto dei pirati barbareschi. Questo cambiamento nella politica navale fu continuato dal successore di Solimano, Ahmed II e nel 1694 la marina ottomana aveva 20 navi di linea.